# Belona atlantycka
Belona atlantycka (Strongylura marina) - gatunek ryby z rodziny belonowatych.

## Występowanie
Zach. Atlantyk od stanu Maine w USA i Zatoki Meksykańskiej w Meksyku, po Brazylię. Nie występuje na Bahamach i Antylach.
Żyje w strefie przybrzeżnej, w lagunach i wśród namorzynów. Wchodzi do wód słodkich.

## Cechy morfologiczne
Osiąga max. 111 cm (średnio 60 cm) długości i 2,34 wagi. W płetwie grzbietowej 14 - 17 promieni, w płetwie odbytowej 16 - 20 promieni.
Poniżej oka czarna plamka.

## Odżywianie
Żywi się głównie małymi rybami.

## Rozród
W Zatoce Delaware trze się od VI do VIII. Jajorodna, tylko prawa gonada jest rozwinięta. Ikra jest przyczepiana do przedmiotów leżących pod wodą za pomocą nitkowatego wyrostka.

## Znaczenie
Łowiona przez wędkarzy. Ma niewielkie znaczenie gospodarcze, sprzedawana świeża.